# Chapéu clochê
O chapéu clochê, chamado também de “la cloche” é um acessório de cabeça com as bordas viradas para baixo cujo formato remete a um sino, usado durante os anos 20 por mulheres que usavam cortes de cabelo ditos “joãozinho”. Foi desenvolvido em 1908 por Caroline Reboux e nomeado pela palavra francesa para “sino”. Foi abandonado na década de 1930 por modelos mais decorados, mas sua confecção por Miss Katherine Newton em Ontário durou de 1915 a 1945 aproximadamente.

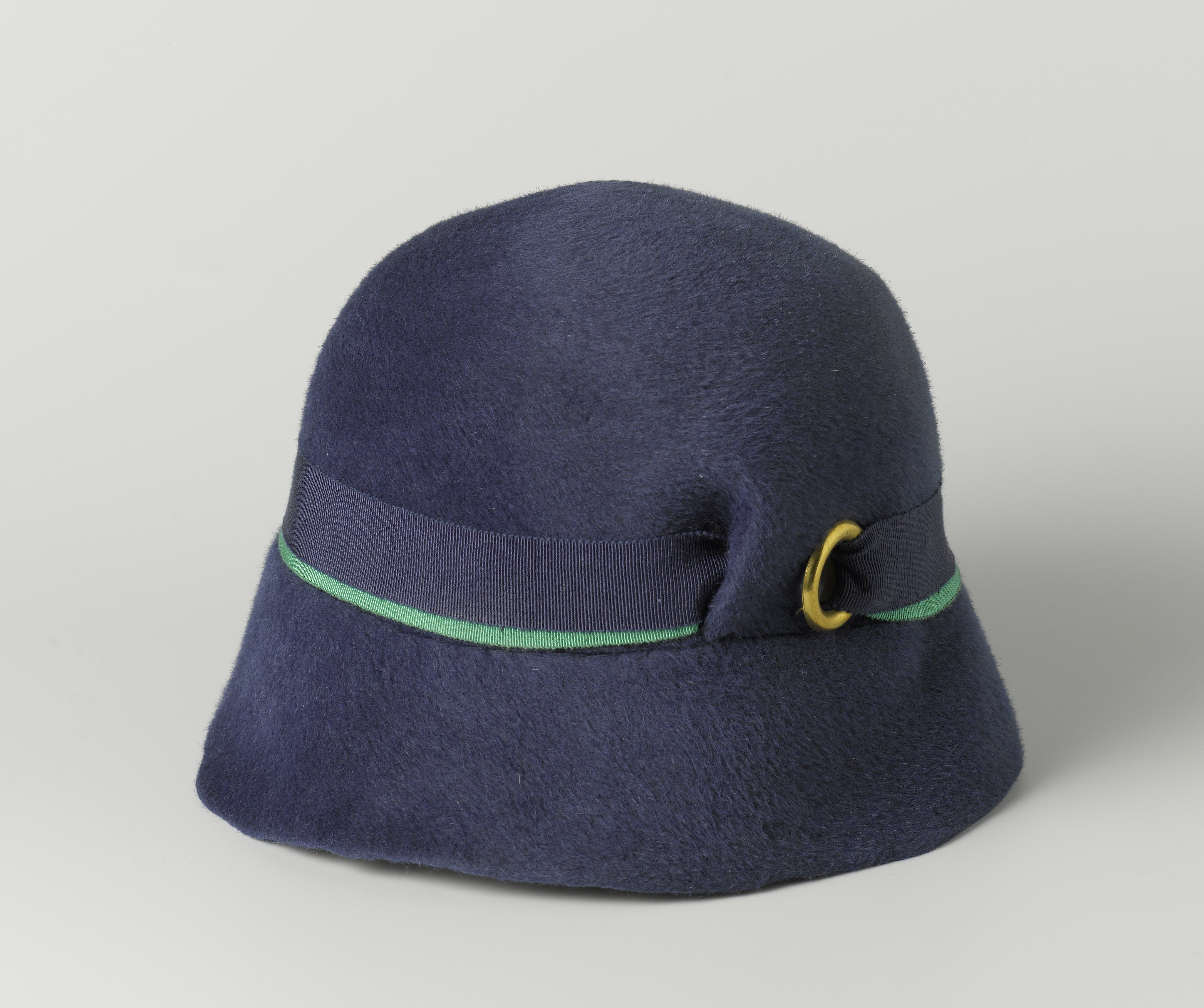
Típico chapéu clochê feito de feltro.

## Contexto Histórico
No mundo pós-Primeira Guerra, o clima era de festa. A sociedade dos anos 20 percebeu a mortalidade do ser humano e a mentalidade era “aproveitar o momento, o agora” e não havia cidade que representasse melhor tal ideia do que Paris. A capital da França era o centro de todas as artes. Grandes artistas viveram lá contemporaneamente e frequentaram os mesmos lugares como Pablo Picasso, Salvador Dalí, Gertrude Stein, Joan Miró e Amedeo Modigliani.
Os movimentos artísticos do Surrealismo, Art Déco, Cubismo e Dadaísmo também coexistiram no mesmo período. Nos Estados Unidos, houve a ascensão do cinema, teatro e do Jazz. Uma obra usada como referência que retrata este período é o livro O Grande Gatsby, de F.Scott Fitzgerald.
No Brasil, ocorria o fortalecimento do movimento modernista, tendo seu epicentro na Semana de Arte Moderna de 1922, onde intelectuais como Anita Malfatti, Oswald de Andrade, Di Cavalcanti, Heitor Villa-Lobos e Mário de Andrade tentaram trazer novos conceitos estéticos para o país de forma mais livre de expressão. Estes pensadores tinham como objetivo criar uma identidade exclusivamente brasileira, criando ensaios próprios com estes objetivos. Dentre eles, se destaca o Movimento Antropofágico (Criado por Oswald de Andrade e Tarsila do Amaral , pintora que fez uma das obras mais conhecidas do modernismo, o Abaporu).
Em apenas uma década, houve uma revolução gigante em todos os aspectos da sociedade ao redor do mundo inteiro, tanto que o período é conhecido como “The Roaring Twenties” (em português: "Loucos Anos 20"). Até que em 1929, houve a quebra da bolsa de Nova Iorque. Milionários perderam todo seu dinheiro, milhões de pessoas ficaram desempregadas, bancos e empresas declararam falência. A economia dos Estados Unidos e do mundo foi severamente afetada, acarretando no período conhecido como a Grande Depressão.

## Moda
Durante a Primeira Guerra Mundial, a moda se tornou mais acessível. Devido À guerra, as mulheres tiveram que ocupar cargos que antigamente só eram exercidos por homens, surgindo então a necessidade de simplificar o vestuário para o uso no dia-a-dia. Com isto, suas vestimentas começaram aos poucos a se inspirar no vestuário masculino e o estilo andrógino começou a predominar entre as mulheres da época.
Silhuetas tubulares, cabelos curtos, vestidos de cauda cortados acima do joelho com pernas nuas pela primeira vez desde a pré-história se tornaram o status quo da época. Era o fim dos espartilhos como roupa feminina cotidiana e era o começo de uma nova era na moda. O padrão de beleza não era ter curvas, e sim poucos seios e quadris pequenos, sendo que a atração dos olhares estava em seus tornozelos.
Impulsionados pelo movimento Art Déco, as formas geométricas retilíneas influenciaram joias e roupas utilizadas no período e uma das estilistas mais conhecidas e mais enigmáticas da década de 1920 foi Coco Chanel. Popularizando cortes retos em peças de roupas, cabelos curtos, blazers, capas e cardigãs, Chanel se tornou o símbolo da revolução de valores e costumes da mulher da década de 20. Porém com a Grande Depressão, a moda deixou de ser prioridade e passou a ser menos ousada devido à crise e à falta de materiais no mercado.

## O chapéu
Uma das imagens icônicas dos anos 20 é o chapéu clochê. Durante o início do século XX, a popularidade do estilo atingiu seu auge, com várias casas de moda abrindo ateliês de chapelaria para seguir a tendência com modelos apropriados ao estilo de peças já produzidas.

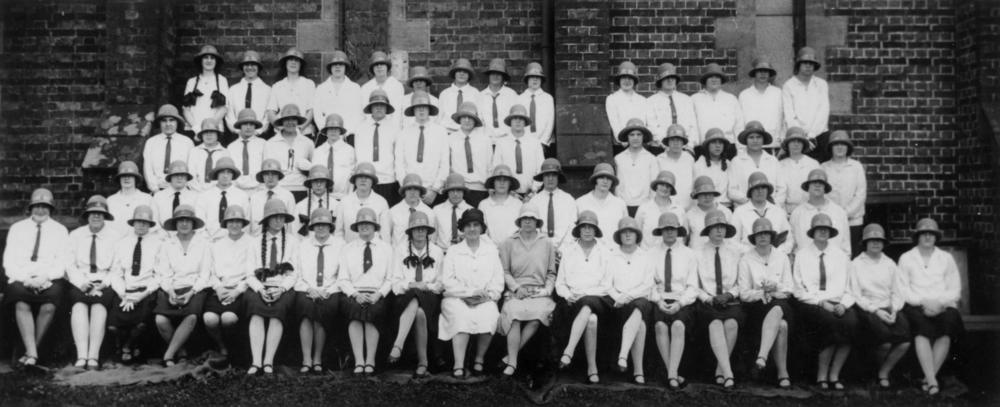
Grupo de mulheres do lado de fora da igreja St. James Anglican Church, Toowoomba em 1928.

O estilo contemporâneo da época, o Art Déco, também influenciava o estilo das bordas do chapéu. Apesar de normalmente ser utilizado sem detalhes, permitindo que o corte e a forma de um chapéu bem feito fosse destaque, ocasionalmente podia ser decorado com apliques, bordados, broches, plumas ou outros. Ao fim do século XX, a tendência era dobrar as bordas do chapéu para cima. O estilo foi proeminente até o final da moda, por volta dos anos 1933.

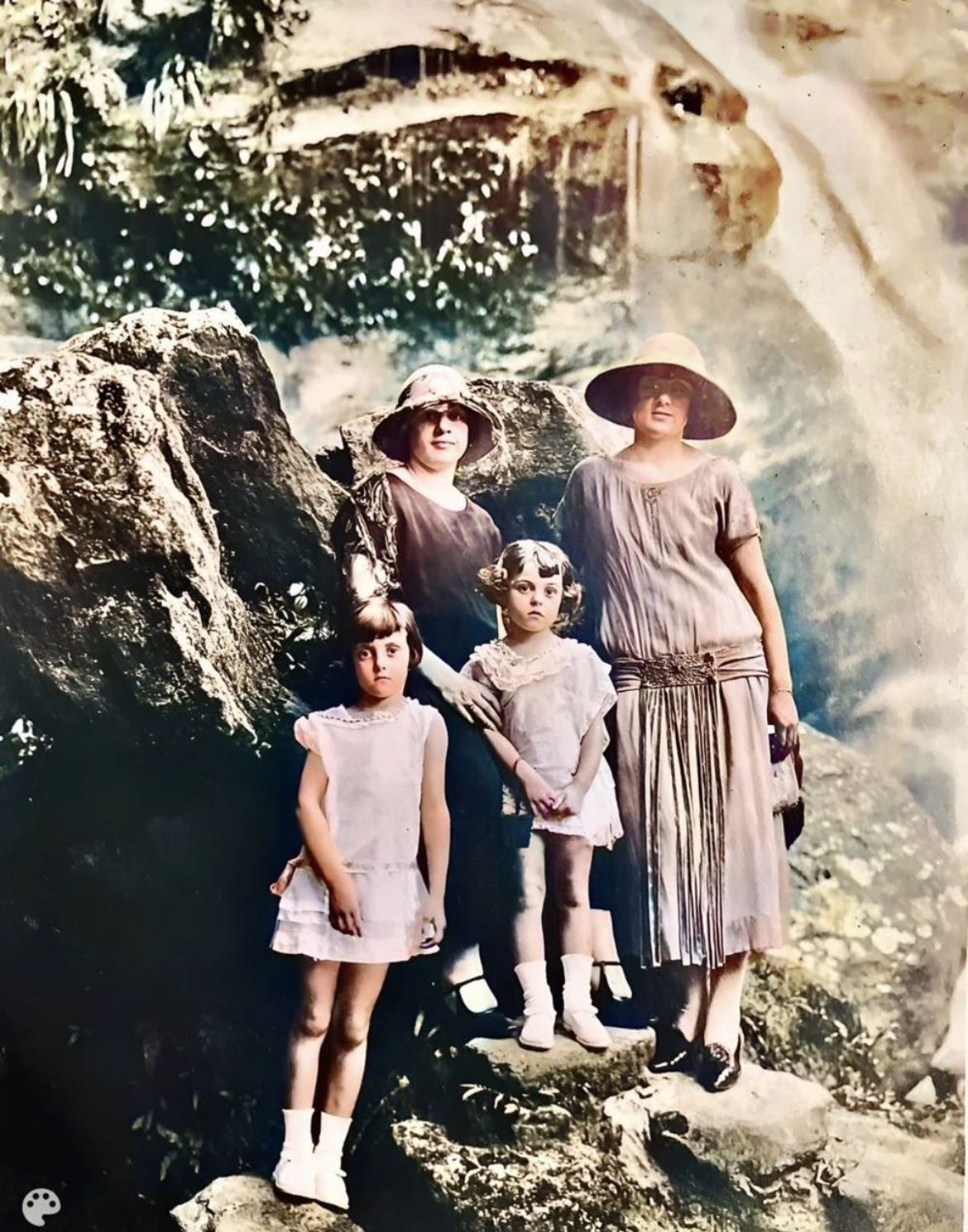
As irmãs Marieta Seabra de Noronha e Laura Seabra Dornelles, com o chapéu clochê, numa tarde no Jardim Botânico do Rio de Janeiro em 1923.

O chapéu também podia ser usado como identificador de quem o usava, por meio de diferentes estilos de fitas amarradas. Uma fita amarrada com um laço clássico indicava que uma moça era solteira mas que já tinha um amor, um nó firme simbolizava uma mulher casada ou um laço chamativo indicava uma mulher solteira interessada em se enturmar.
Carolyn Reboux, uma chapeleira francesa, é considerada por muitos como a criadora do chapéu de feltro em forma de capacete em 1923. Reboux criaria o chapéu enrolando um pedaço de feltro em volta da cabeça do cliente, moldando, dobrando e cortando até que ela e o cliente ficassem satisfeitos com a imagem final. Reboux foi a primeira pessoa do design de moda a adicionar um véu a um chapéu, “envolvendo o rosto feminino em uma névoa” . Ela também começou a usar véus coloridos nos chapéus. Ao ler revistas e fotos da época e visitar lojas de antiguidades, é comum ver uma variedade de adornos em chapéus da época. Enquanto o chapéu combinava com a roupa principal, sapatos ou bolsa, o adorno era quase tudo que a criatividade, a hora do dia e a estação do ano permitissem.
A indústria do cinema foi influente no design de chapéus. Os chapéus usados pelas estrelas da “tela de prata”, Greta Garbo, Louise Brooks, Marlene Dietrich e Carole Lombard criaram empolgação e oportunidades criativas. Lilly Dache, uma modista francesa e aprendiz de Reboux, era uma imigrante extravagante amada pelos americanos. Ela desenhou para muitos produtores de cinema. Dache foi descrita como uma criança feia com rosto fino, traços faciais marcantes e olhos verdes, com cabelos ruivos e lisos emoldurando seu rosto. Quando criança, ela começou seu design criativo de chapelaria enroscando uvas no cabelo e fazendo chapéus com as folhas. Chapéus de outono e inverno poderiam ter uma flor de feltro, uma fivela de metal de um sapato velho, fitas, tecido combinando preso em um design interessante, miçangas, fitas de veludo, penas e botões.

## Design

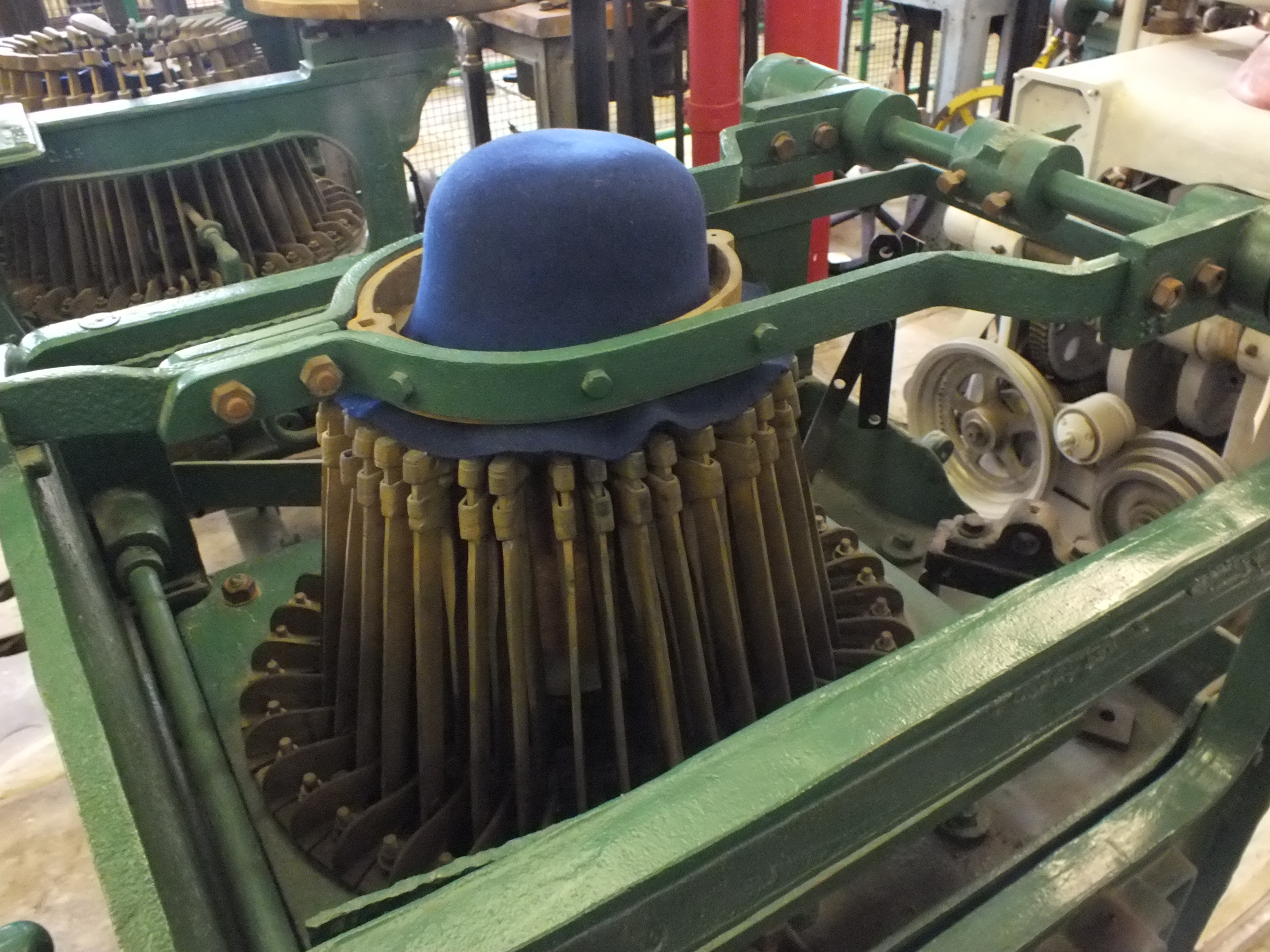
Demonstração de confecção de chapéu de feltro no museu Hat Works Stockport.

Os chapéus clochê eram normalmente confeccionados de feltro, material que se conformava bem à cabeça, e era projetado para ser utilizado repousando na cabeça na altura das sobrancelhas enquanto cobria o olhar das mulheres que, para poder enxergar melhor, tinham que andar com o queixo erguido para cima. Essa "pose" se tornou característica da década de 1920, sendo representada em várias mídias da época. Pouco tempo após a explosão de popularidade do clochê, poderiam ser encontrados modelos em outros materiais como sisal, palha, pedrarias ou renda, adaptando-se para eventos noturnos, formais ou até casamentos.

## Cabelos das mulheres da época e seus cuidados.
O começo da popularização do corte de cabelo curto na altura da mandíbula, conhecido como “Bob” nos anos 20 foi inspirado pelo livro La Garçonne ( Em português, “A Emancipada”, de Victor Margueritte). A personagem principal era uma garota que se rebela contra a família que a exigia que ela seguisse os padrões estabelecidos pela sociedade de procurar um noivo, se casar e ter filhos para começar a trabalhar e se torna independente. Para marcar o rito de passagem da protagonista para a sua busca de liberdade, ela corta o cabelo. Esta personagem simboliza o grupo conhecido como melindrosas, eram as mulheres que adotavam a um novo estilo de vida: Elas bebiam, fumavam, tinham relações sexuais ocasionais, assistiam a apresentações em clubes de jazz e principalmente, dirigiram automóveis
Com esta novidade, os chapéus usados começaram a reduzir de tamanho e se encaixar de forma mais ajustada a cabeça para o acessório não atrapalhar ao dirigir. E o Bob e outros cortes curtos de cabelo eram ideais para destacar o formato do clochê, que começou a se popularizar na década de 1920 por conseguir comprimir todas as características que as mulheres da época precisavam.
A mulher precisava ter uma cabeça pequena ou um corte curtinho "joãozinho” para encaixar o chapéu, que era feito para ficar bem apertado e encaixado.

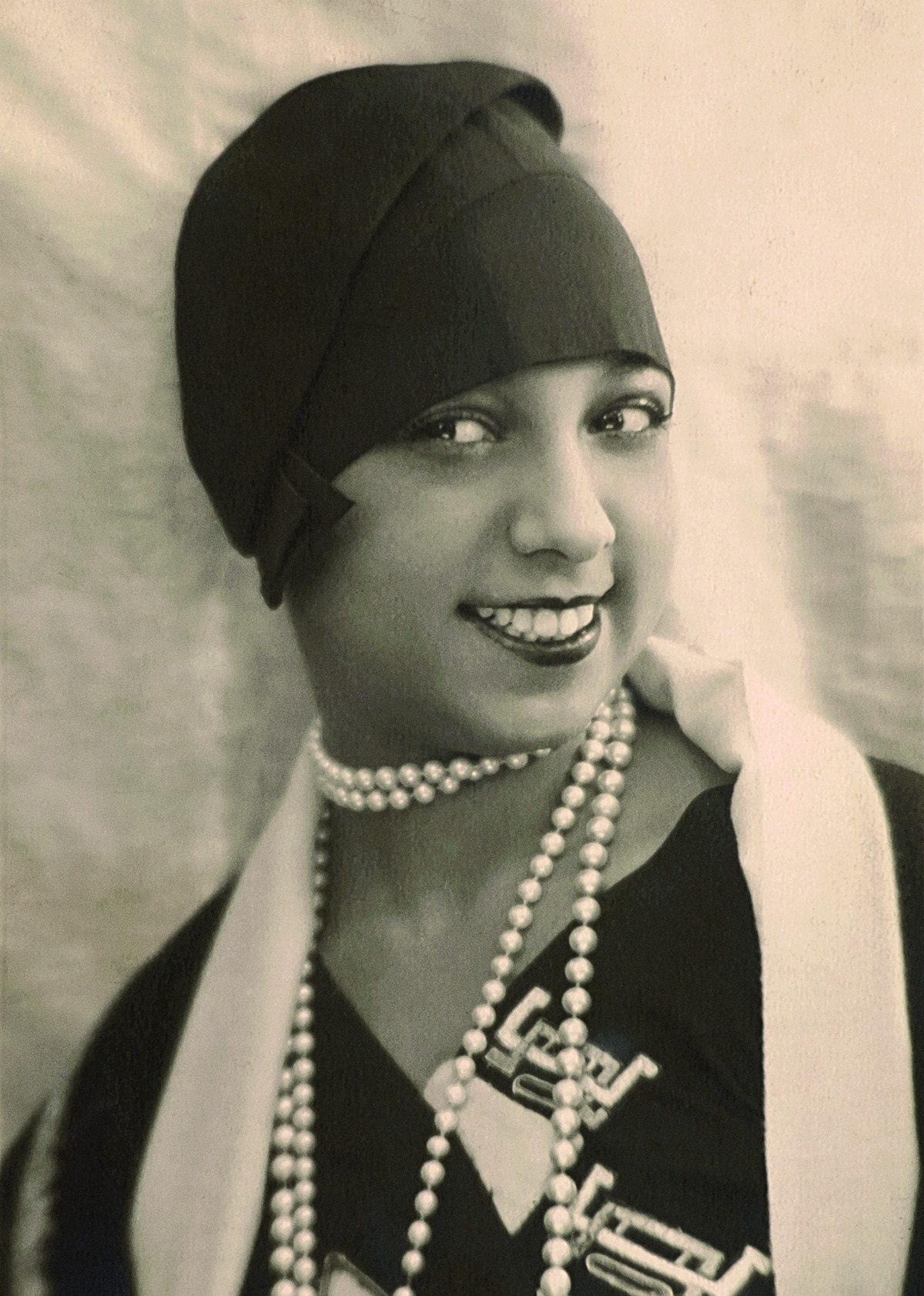
A atriz Josephine Baker vestindo um chapéu clochÊ. Fotografia por Paul Nadar.

Nomes como Louise Brooks, Gabrielle Chanel e Josephine Baker se destacam entre as figuras influentes que usavam tanto o cabelo curto como o chapéu clochê na época e se tornaram a essência da moda dos anos 20. Baker, em especial, popularizou o Eton Crop, corte que tinha aspecto colado na cabeça, usando o próprio cabelo para fazer cachos envolta da cabeça com um aspecto de moldura para o rosto. Esta técnica, hoje em dia chamada de “Baby Hair", é usada até hoje por mulheres negras.

## O clochê na era moderna
O clochê voltou a ser tendência nos anos 60. No fim dos anos 80, modelos reinventados do chapéu, também ficaram em evidência. Recentemente, em 2007, o clochê foi destaque em muitas casas de costura, considerado “o acessório de alta costura do momento”.